# Konopnica (gemeente in powiat Lubelski)
De gemeente Konopnica is een landgemeente in het Poolse woiwodschap Lublin, in powiat Lubelski.
De zetel van de gemeente is in Motycz.
Op 30 juni 2004 telde de gemeente 10 712 inwoners.

## Oppervlakte gegevens
In 2002 bedroeg de totale oppervlakte van gemeente Konopnica 92,75 km², waarvan:
- agrarisch gebied: 90%
- bossen: 5%

De gemeente beslaat 5,52% van de totale oppervlakte van de powiat.

## Demografie
Stand op 30 juni 2004:
| Omschrijving                   | Totaal | Totaal | Vrouwen | Vrouwen | Mannen | Mannen |
| ------------------------------ | ------ | ------ | ------- | ------- | ------ | ------ |
| eenheid                        | aantal | %      | aantal  | %       | aantal | %      |
| inwoners                       | 10 712 | 100    | 5477    | 51,1    | 5235   | 48,9   |
| bevolkingsdichtheid (inw./km²) | 115,5  | 115,5  | 59,1    | 59,1    | 56,4   | 56,4   |

In 2002 bedroeg het gemiddelde inkomen per inwoner 1087,93 zł.

## Administratieve plaatsen (sołectwo)
Konopnica, Kozubszczyzna, Lipniak, Marynin, Motycz, Motycz Leśny, Motycz-Józefin, Pawlin, Radawiec Duży, Radawiec Mały, Radawczyk Drugi, Sporniak, Stasin, Szerokie, Tereszyn, Uniszowice, Zemborzyce Dolne, Zemborzyce Podleśne, Zemborzyce Tereszyńskie, Zemborzyce Wojciechowskie.

## Aangrenzende gemeenten
Bełżyce, Jastków, Lublin, Niedrzwica Duża, Wojciechów